# Jan Dróżdż
Jan Dróżdż (ur. 1931 w Krakowie, zm. 12 marca 2013 w Warszawie) – polski parazytolog, profesor doktor habilitowany nauk weterynaryjnych.

## Życiorys
Wychował się w Warszawie, po zakończeniu II wojny światowej był uczniem Gimnazjum Ogólnokształcącego im. Jakuba Jasińskiego. W 1950 złożył egzamin dojrzałości i rozpoczął studia na Wydziale Weterynaryjnym Uniwersytetu Warszawskiego. W czerwcu 1952 będąc studentem II roku rozpoczął pracę w kierowanym przez prof. dr. Wincentego Wiśniewskiego Zakładzie Parazytologii Uniwersytetu Warszawskiego, uczestniczył w badaniach parazytologicznych nad jeziorami Druzno, Łuknajno i Kortowskim oraz na łachach wiślanych pod Wyszogrodem. We wrześniu 1953 został zastępcą asystenta w Katedrze Parazytologii i Chorób Inwazyjnych Wydziału Weterynaryjnego SGGW. Od 1953 prowadził na Wydziale Weterynaryjnym SGGW ćwiczenia z zoologii. W 1955 uzyskał dyplom lekarza weterynarii i otrzymał stanowisko asystenta, a rok później starszego asystenta. W 1961 przedstawił rozprawę „Badania nad robakami i robaczycami żubra Bison bonasus (L.) w Polsce” i uzyskał stopień doktora weterynarii, otrzymując stanowisko adiunkta w Katedrze Parazytologii i Chorób Inwazyjnych SGGW. Równocześnie od 1959 do 1962 pracował w Zakładzie Łowiectwa Instytutu Badawczego Leśnictwa, prowadził także zlecone ćwiczenia z zoologii i parazytologii na Wydziale Farmaceutycznym Akademii Medycznej w Warszawie. Od listopada 1961 do maja 1962 przebywał na stażu naukowym w Ałma-Acie i w Moskwie, w tym samym roku przebywał przez dwa miesiące w Wietnamie Północnym jako specjalista z ramienia Polskiej Akademii Nauk. Prowadził szkolenia wietnamskich parazytologów z rozpoznawania i zwalczania chorób inwazyjnych domowych przeżuwaczy. W grudniu 1964 został służbowo delegowany do Zakładu Parazytologii PAN. W 1966 przebywał przez 2,5 miesiąca w Mongolii, a następnie powrócił do Warszawy habilitował się. W 1970 odbył roczny staż we Francji na Uniwersytecie w Rennes, gdzie m.in. prowadził prace nad nicieniami. W 1974 Rada Państwa nadała Janowi Dróżdżowi tytuł profesora nadzwyczajnego nauk przyrodniczych, dwa lata później został powołany na stanowisko kierownika Pracowni Filogenetyki i Ontogenetyki Pasożytów Ssaków (od 1981 Pracownia Filogenetyki i Ewolucji, od 1988 Pracownia Pasożytów Ssaków, od 1997 Pracownia Parazytoz Zwierząt Dzikich) i zajmował je do 2002. W latach 1980–1981 uczestniczył w wyprawie antarktycznej na Stację im. Arctowskiego, gdzie zgromadził bogatą kolekcję robaków pasożytniczych z ptaków i ssaków. W 1989 otrzymał tytuł profesora zwyczajnego nauk przyrodniczych.
Pochowany na cmentarzu Wolskim w Warszawie.

## Dorobek naukowy
Jan Dróżdż był w Polsce prekursorem badań nad pasożytami zwierząt dzikich, jego dorobek naukowy obejmuje ponad 120 publikacji naukowych, w tym 85 prac oryginalnych dotyczących pasożytów i czynników kształtujących parazytofaunę wolnożyjących przeżuwaczy, ze szczególnym uwzględnieniem nicieni. Zbadał i opisał przebieg kształtowania się helmintofauny żubrów w Polsce podczas 45 letniego procesu ich restytucji. Badał helmintofaunę jeleniowatych żyjących na wolności i w hodowli fermowej.

## Członkostwo
- Polskie Towarzystwo Nauk Weterynaryjnych
- Polskie Towarzystwo Parazytologiczne
- Komitet Parazytologii PAN
- Rada Naukowa Instytutu Parazytologii PAN
- Państwowa Rada Ochrony Przyrody
- Towarzystwo Naukowe Warszawskie

## Ordery i odznaczenia
- Odznaka Ho-Chi-Minha (1964)
- Złoty Krzyż Zasługi (1969)
- Krzyż Kawalerski Orderu Odrodzenia Polski (1984)
- Medal 40-lecia PRL